# Rivière Mondonac
Pour les articles homonymes, voir Mondonac.
La rivière Mondonac est un affluent de la rivière Manouane, via le lac Châteauvert, coulant vers le nord, dans le territoire de La Tuque, en Mauricie, au Québec, au Canada.

## Géographie
En amont du lac Mondonac, le plus grand plan du bassin drainé par la rivière Mondonac, la rivière forme un long détroit de 9 km (d'une largeur maximale de 0,5 km), comportant en son milieu, une île étroite de 2,4 km de long formant un grand S, tout comme ce segment de la rivière. L'embouchure des lacs Rho et Atimokatci, situés dans le territoire non-organisé de la Baie-Obaoca en Matawinie, est située à 2,5 km en amont du lac Mondonac, dans ce segment de la rivière.
Le lac Mondonac est situé à 10 km (en ligne directe) au nord-est du lac Kempt. D'une longueur de 15 km et d'une largeur maximale de 6 km (à cause d'une grande baie du côté nord-ouest), le lac Mondonac a une superficie de plus de 23 km2. Il est situé dans la partie sud-ouest du canton de Sincennes. Son embouchure est située à 85 km à l'ouest de La Tuque. Le lac Mondonac recueille les eaux de plusieurs plans d'eau environnant, notamment le lac Salone, son voisin du côté sud-est. Sa profondeur atteint les 100 m.
L'embouchure du lac Mondonac est située au fond d'une longue baie au nord-est. La rivière Mondonac qui constitue l'émissaire du lac, coule vers le nord sur 5,75 km (mesuré par l'eau) où elle croise l'embouchure du lac Sincennes venant de l'est (lequel a une longueur de 6,5 km dans l'axe sud-ouest au nord-est) ; de là, la rivière Mondanac poursuit son cours vers le nord sur 4,5 km jusqu'à un autre lac, qu'elle traverse sur 4 km (par l'eau) en courbant vers l'ouest ; puis la rivière continue sur 5,1 km (dont 2,8 km vers l'ouest, puis 2,3 km vers le nord-ouest) pour se déverse dans le lac Châteauvert.
L'embouchure de la rivière Mondonac est situé à 7 km à l'est du lac Manouane, à 5,5 km de la décharge de la rivière Manouane dans le lac Châteauvert et à 88 km (en ligne directe) à l'ouest de la ville de La Tuque. La rivière Mondonac parcours 19,35 km entre l'embouchure du lac Mondonac et le lac Châteauvert.
Barrage Mondonac
Propriété d'Hydro-Québec, le barrage à l'embouchure du lac Mondonac dans la Zec Frémont est considéré à forte capacité. Il est surtout utilisé pour la faune. D'une hauteur de 3,2 m et d'une hauteur de retenue de 2,6 m, ce barrage a été initialement construit en 1944, et modifié en 1998. Il a été construit avec des caissons de bois, remplis de pierre, et les fondations s'appuient sur le roc. La superficie du bassin versant en amont du barrage est de 328 km2. Sa capacité de retenu est de 60 138 000 m3. La superficie du réservoir est de 2 313 ha. La longueur de l'ouvrage est de 30 m.

## Toponymie
Le toponyme de cette rivière tire son origine du lac Mondonac. Le spécifique Mondonac – ou sa variante graphique Mondonak – figure sur divers documents au moins depuis la seconde moitié du XIXe siècle. Dans leur rapport de 1869, les arpenteurs L.-A.-O. Arcand et E. B. Temple indiquent "Rivière Mondenak". Le terme "Mondonac" est d'origine algonquine, signifiant "région des âmes ou des esprits". Le toponyme rivière Mondonac a été inscrit le 5 décembre 1968 à la Banque des noms de lieux de la Commission de toponymie du Québec.